# Verma-Modul
In der Mathematik ist der Verma-Modul (benannt nach dem indischen Mathematiker Daya-Nand Verma) ein unendlich-dimensionaler Modul über der universellen einhüllenden Algebra einer Lie-Algebra, aus dem sich die endlich-dimensionalen Darstellungen eines gegebenen höchsten Gewichts gewinnen lassen.

## Konstruktion
Sei {\displaystyle {\mathfrak {g}}} eine komplexe halbeinfache Lie-Algebra, {\displaystyle {\mathfrak {h}}} eine Cartan-Unteralgebra, {\displaystyle R} das Wurzelsystem mit {\displaystyle R^{+}} als Menge der positiven Wurzeln. Für jedes {\displaystyle \alpha \in R^{+}} wählen wir ein {\displaystyle X_{\alpha }\in {\mathfrak {g}}_{\alpha }} und {\displaystyle Y_{\alpha }\in {\mathfrak {g}}_{-\alpha }}.
Zu einem Gewicht {\displaystyle \lambda \colon {\mathfrak {h}}\to \mathbb {C} } konstruiert man den Verma-Modul {\displaystyle W_{\lambda }} als Quotient
{\displaystyle W_{\lambda }:=U({\mathfrak {g}})/I_{\lambda }}
der universellen einhüllenden Algebra {\displaystyle U({\mathfrak {g}})} nach dem Linksideal {\displaystyle I_{\lambda }} erzeugt von allen Elementen der Form
{\displaystyle X_{\alpha },\alpha \in R^{+}}
und
{\displaystyle H-\lambda (H)1,H\in {\mathfrak {h}}}.
Für einen Vektor höchsten Gewichts {\displaystyle v\in W_{\lambda }} ist die durch
{\displaystyle \Phi (x)=x\cdot v}
definierte Abbildung {\displaystyle \Phi \colon U({\mathfrak {g}})\to W_{\lambda }} ein surjektiver Homomorphismus.

## Beispiel sl(2,C)
Wir betrachten das Beispiel {\displaystyle {\mathfrak {g}}={\mathfrak {sl}}(2,\mathbb {C} )}. Für {\displaystyle {\mathfrak {h}}} wählen wir den Aufspann von {\displaystyle H=\left({\begin{array}{cc}1&0\\0&-1\end{array}}\right)}. 
Für ein beliebiges {\displaystyle m\in \mathbb {C} } definieren wir {\displaystyle \lambda \colon {\mathfrak {h}}\to \mathbb {C} } durch {\displaystyle \lambda (H)=m}. Wir wählen {\displaystyle X=\left({\begin{array}{cc}0&1\\0&0\end{array}}\right)} und {\displaystyle Y=\left({\begin{array}{cc}0&0\\1&0\end{array}}\right)}.
Dann wird der Verma-Modul {\displaystyle W_{\lambda }} von linear unabhängigen Vektoren {\displaystyle v_{0},v_{1},v_{2},\ldots } erzeugt und {\displaystyle U({\mathfrak {g}})} wirkt durch
{\displaystyle X\cdot v_{j}=j(m-(j-1))v_{j-1},Y\cdot v_{j}=v_{j+1},H\cdot v_{j}=(m-2j)v_{j}}.
Wegen {\displaystyle X\cdot v_{m+1}=0} ist der von {\displaystyle v_{m+1},v_{m+2},\ldots } aufgespannte Untervektorraum ein invarianter Unterraum. Der Quotient von {\displaystyle W_{\lambda }} nach diesem Unterraum gibt die endlich-dimensionale Darstellung von {\displaystyle {\mathfrak {g}}={\mathfrak {sl}}(2,\mathbb {C} )} mit höchstem Gewicht {\displaystyle \lambda }.

## Universelle Eigenschaft
Zu jeder Darstellung {\displaystyle V} von {\displaystyle {\mathfrak {g}}}, deren höchstes Gewicht {\displaystyle \lambda } ist, gibt es einen surjektiven Lie-Algebren-Homomorphismus {\displaystyle W_{\lambda }\to V}.